# Стів Девід
Стів Девід (англ. Steve David; рід. 11 березня 1951, Пойнт-Фортін, Тринідад і Тобаго) — тринідадський футболіст, дворазовий найкращий бомбардир NASL.

## Клубна кар'єра
Девід почав свою професійну кар'єру в «Поліції» в Тринідаді і Тобаго.
У 1974 році він підписав контракт з «Маямі Торос» з Північноамериканської футбольної ліги. У тому сезоні «Торос» досягли фіналу, програвши в Лос-Анджелесі з рахунком 4:3. Девід провів видатний другий сезон і був названий в 1975 році MVP NASL, а «Торос» дійшли до півфінальної стадії плей-оф Кубка Ліги.
Після того, як у невдалому для клубу сезоні 1976 Девід забив лише один гол в тринадцяти іграх, «Торос» продали його в «Лос-Анджелес Ацтекс». Він повернув собі колишню форму, забивши двадцять шість голів у двадцяти чотирьох іграх. Тим не менш, він став проявляти невдоволення по відношенню до керівництва «Азтекс» на початку 1977 року.
Після початку сезону з поразки 1:2, «Ацтекс» продали Девіда в «Детройт Експрес» 22 квітня 1978 року. Він зіграв одинадцять матчів за «Експрес», перш ніж був проданий в «Каліфорнію Серф». Він закінчив сезон 1978 року і відіграв весь сезон 1979 в Каліфорнії.
У 1980 році він почав сезон з «Сан-Дієго Сокерз», перш ніж вони продали його в «Сан-Хосе Ерсквейкс». Він залишався з «Ерсквейкс» до сезону 1981 року, після чого покинув NASL. Він закінчив свою кар'єру в ранзі сьомого бомбардира в історії NASL зі 100 голами у 182 іграх.
Восени 1981 року він підписав контракт з шоубольною командою «Фенікс Інферно» з MISL. Він закінчив сезон 1981/82 на четвертому місці в списку кращих бомбардирів ліги з 81 голом у 44 іграх і сезон 1982/83 у дев'ятці кращих з 81 голом у 47 іграх.

## Міжнародна кар'єра
Девід забив 16 голів у кваліфікації чемпіонату світу за Тринідад і Тобаго в період між 1972 і 1976 роками. Він був введений у Футбольну Залу слави Тринідаду і Тобаго у 2008 році.

## Титули і досягнення
- Срібний призер Чемпіонату націй КОНКАКАФ: 1973